# Centrale thermique de Plomin
La Centrale électrique de Plomin est une centrale thermique au charbon située près de Plomin en Croatie. La centrale est surtout connue pour sa cheminée, qui, avec une hauteur de 340 m, est la plus haute construction de Croatie.

## Autre projet
- La centrale électrique de Plomin sur Commons